# CPO (label)
Pour les articles homonymes, voir CPO.
Classic Produktion Osnabrück, stylisé classic produktion osnabrück, et abrégé cpo, est un label discographique allemand de musique classique, basé à Georgsmarienhütte, en Basse-Saxe. Il est fondé en 1986 par Georg Ortmann à Osnabrück.

## Répertoire
Le label publie une grande diversité de répertoire allant de la musique ancienne jusqu'aux compositeurs du XXe siècle en passant par la musique baroque, classique, musique romantique et le romantisme tardif. Nombre de parutions défendent des compositeurs peu connus ou qualifiés de « petits maîtres ». Le label publie environ 80 disques nouveaux par an.
L'accent est mis sur les grandes éditions d'œuvres de compositeurs tels que Georg Philipp Telemann, Ferdinand Ries, Johann Michael Haydn, Paul Hindemith, Hans Pfitzner, Emil von Řezníček, Erich Wolfgang Korngold, Egon Wellesz, Kurt Atterberg, Franz Lehár, Max Reger, Aulis Sallinen, Felix Woyrsch et Allan Pettersson. Au total, plus de 900 CD et plus de 20 SACD sont publiés, dont quelques premiers enregistrements. Chaque mois, environ six nouvelles publications viennent s'y ajouter.
Sous le nom de cpo-ton, cpo a publié trois livres audio de romans de Walter Kempowski. L'auteur lit lui-même ses œuvres sur ces CD. Deux volumes de douze et neuf CD d'essais radiophoniques d'Arno Schmidt, intitulés Nachrichten von Büchern und Menschen 1 + 2, complètent cette série.

## Distinctions
L'entreprise est récompensée à plusieurs reprises pour la qualité de ses productions : par le Cannes Classical Award, qui lui a été décerné en 1995 au MIDEM de Cannes dans la catégorie du meilleur label au monde, et par le Niedersächsischer Musikpreis, qui a été attribué à l'entreprise en 2003 en reconnaissance de ses prestations créatives.
En 2015, lors de la 57e cérémonie des Grammy Awards, cpo remporte un Grammy pour le meilleur enregistrement d'opéra, La Descente d'Orphée aux Enfers du compositeur français Marc-Antoine Charpentier. La même année, l'enregistrement par cpo de deux opéras baroques de Marc-Antoine Charpentier a également remporté le prix musical allemand ECHO Klassik. En outre, cpo a reçu l'Echo de la meilleure performance éditoriale de l'année 2015, la version originale de Vasco de Gama de Meyerbeer.